# Rembert Dodoens
Rembert Dodoens, född den 29 juni 1517 i Mechelen, död den 10 mars 1585 i Leiden, var en flamländsk läkare och botaniker.
Han är också känd under det latiniserade namnet Rembertus Dodonaeus.
Dodoens var livmedikus hos kejsarna Maximilian II och Rudolf II. Han blev professor i Leiden 1582. Dodoens var en av den förlinnéanska botanikens främsta författare. Sedan han under 30 år utgett en serie botaniska arbeten, förenade han vissa av dem till ett större sammanfattande verk, Stirpium historiæ pemptades VI (1583), där han beskrev och avbildade de flesta inhemska växterna jämte ett stort antal utländska. Dodoens ägnade sig även åt den allmänna botaniken, särskilt morfologin, och åt växternas anordning till ett system.
Asteroiden 10068 Dodoens är uppkallad efter honom.

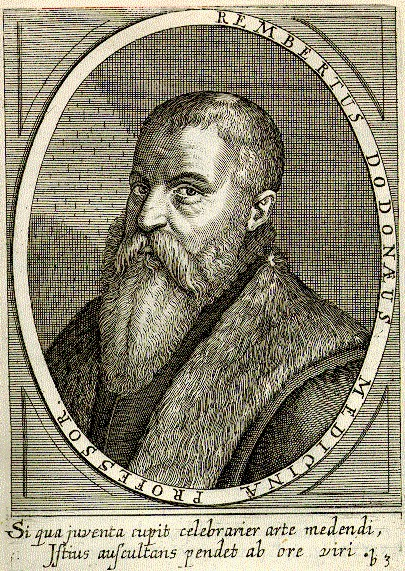
Rembert Dodoens
Etsning av Theodor de Bry, i Bibliotheca chalcographica, 1669